# Christian Gottfried Findeisen
Christian Gottfried Findeisen (* 1738 in Leipzig; † 13. Juli 1796) war ein deutscher Philologe und Philosoph.

## Leben
Findeisen besuchte die Thomasschule zu Leipzig. Er studierte Theologie und Philologie an der Universität Leipzig. 1766 erwarb er seinen Magister. Er hat sich auf dem Gebiet der Griechischen Sprache einen Namen gemacht.

## Werke
- De capitis sexti Numerorum VI. 1-7. Gratulationsschrift zur Hochzeit Car. Aug. Krigelii. (1777)
- Isokratous Euagoras egkōmion. (1777)
- Fvhrmano viro reverendo clarissimo doctissimo mvnvs professoris theologiae extraordinarii gratvlatvr. (1778)
- Gorgias. (1796)